# Richard McPartland
Richard George „Dick“ McPartland (* 18. Mai 1905 in Chicago; † 30. November 1957 in Elmhurst, Illinois) war ein US-amerikanischer Gitarrist, Violinist und Banjospieler des Chicago-Jazz.
Richard McPartland lernte von seinem Vater des Violinspiel und war wie sein jüngerer Bruder Jimmy McPartland Mitglied der Austin High School Gang, der Keimzelle des weißen Chicago-Jazz. Mitte der 1920er-Jahre ging er mit den „Mound City Blowers“ von Red McKenzie, in denen er Eddie Lang ersetzte, auf Tour. Erste Aufnahmen entstanden 1927 mit den Original Wolverines („Royal Garden Blues“, Brunswick). Ende nahm er mit der Jazzband von Irving Mills für Cameo auf.
Anfang der 1930er-Jahre gab McPartland die professionelle Musikerlaufbahn aus Gesundheitsgründen (ein Herzanfall) auf und arbeitete als Taxifahrer. Er spielte nur noch gelegentlich, so mit seinem Bruder bei Aufnahmen 1936 und 1939 und zuletzt 1955 mit seinem Bruder (und Baby Dodds, Jim Lanigan). Des Weiteren spielte er mit Jack Teagarden (1993) und bei Bud Jacobson & His Hot Club Orchestra (1944/45). Er machte keine Aufnahmen unter eigenem Namen. Im Bereich des Jazz war er zwischen 1927 und 1945 an zehn Aufnahmesessions beteiligt.